# Liste türkischer Schachspieler
Die Liste türkischer Schachspieler enthält Schachspieler, die für den türkischen Schachverband spielberechtigt sind oder waren und mindestens eine der folgenden Bedingungen erfüllen:
- Träger einer der folgenden FIDE-Titel: Großmeister, Ehren-Großmeister, Internationaler Meister, Großmeisterin der Frauen, Ehren-Großmeisterin der Frauen, Internationale Meisterin der Frauen;
- Träger einer der folgenden ICCF-Titel: Großmeister, Verdienter Internationaler Meister, Internationaler Meister, Großmeisterin der Frauen, Internationale Meisterin der Frauen;
- Gewinn einer nationalen Einzelmeisterschaft.

## A
- Cəmil Ağamalıyev (* 1974), Großmeister[1]
- Murat Akdağ, Fernschachgroßmeister
- Nelli Alexanian (* 1974), Internationale Meisterin der Frauen[2]
- Cemil Can Ali Marandi (* 1998), Großmeister
- Ufuk Sezen Arat (* 1996), Internationaler Meister
- Joan Arbil (* 1937), türkische Meisterin der Frauen
- Can Arduman (* 1959), Internationaler Meister, türkischer Meister
- Fazıl Atabek (* 1923), Internationaler Fernschachmeister
- Fatih Atakişi (* 1955), Fernschachgroßmeister
- Umut Atakişi (* 1981), Internationaler Meister, türkischer Meister
- Ekaterina Atalık (* 1982), Internationaler Meister, Großmeisterin der Frauen, türkische Meisterin der Frauen[3]
- Suat Atalık (* 1964), Großmeister, türkischer Meister[4]

## B
- Sıracettin Bilyap (1923–1996), türkischer Meister
- Hasan Ferit Boysan (* 1947), türkischer Meister

## C
- Linda Çakir, türkische Meisterin der Frauen
- Emre Can (* 1990), Großmeister, türkischer Meister
- Nilüfer Çınar Çorlulu (* 1962), Internationale Meisterin der Frauen, türkische Meisterin der Frauen

## D
- Sevinç Dalak, türkische Meisterin der Frauen
- Muhammed Batuhan Daştan (* 1997), Großmeister

## E
- Hakan Erdoğan (* 1966), türkischer Meister
- Mert Erdoğdu (* 1979), Internationaler Meister, türkischer Meister
- Mete Ergenekon (* 1971), Internationaler Fernschachmeister
- Can Ertan (* 1990), Internationaler Meister
- Yakup Erturan (* 1982), Internationaler Meister
- Barış Esen (* 1986), Großmeister
- Nejdet Esen (* 1979), Internationaler Fernschachmeister, nationaler Meister

## F
- Burak Fırat (* 1993), Großmeister

## G
- Ergun Gümrükçüoğlu († 2009), türkischer Meister
- Cemil Gülbaş (* 1980), Internationaler Meister[5]
- Orhan Günsav, Internationaler Fernschachmeister
- Michail Gurewitsch (* 1959), Großmeister, türkischer Meister[6]

## H
- Bohor Hallegua (bl. 1913–1926), historischer Meisterspieler
- Hakan Han (* 1963), türkischer Meister
- Kıvanç Haznedaroğlu (* 1981), Großmeister, türkischer Meister
- Hasan Huseyinoglu (* 1996), Internationaler Meister[7]

## I
- İsmet İbrahimoğlu (* 1943), türkischer Meister
- Alexander Ipatov (* 1993), Großmeister, türkischer Meister[8]
- Ali İpek (1952–2012), türkischer Meister
- Khayala Isgandarova (* 1988), Internationale Meisterin der Frauen[9]

## K
- Oğulcan Kanmazalp (* 1992), Internationaler Meister, türkischer Meister
- Cem Karadağ (* 1958), türkischer Meister
- Tamer Karatekin (* 1981), türkischer Meister
- Demre Kerigan (* 1993), Internationaler Meister
- Hasan Kılıçaslan (* 1964), Internationaler Meister
- Ege Köksal (* 1996), Internationaler Meister
- Osman Kösebay (* 1968), Verdienter internationaler Fernschachmeister
- Rukiye Burcu Korkmaz (* 1980), türkische Meisterin der Frauen
- Arif Küçükalioglu (* ?), Verdienter internationaler Fernschachmeister
- Kaan Kucuksari (* 2003), Internationaler Meister[10]

## M
- Ergin Mollaoğlu (* 1964), Internationaler Meister

## O
- Muzzaffer Onaran, türkische Meisterin der Frauen
- İlhan Onat (1929–2013), Internationaler Meister, türkischer Meister
- Fatmanur Öney (* 1961), türkische Meisterin der Frauen
- Feridun Öney (* 1956), türkischer Meister
- Gülümser Öney (* 1956), türkische Meisterin der Frauen
- Ömer Faruk Özer (* 2000), Internationaler Meister
- Halil Özmen (* 1955), Internationaler Fernschachmeister
- Kübra Öztürk Örenli (* 1991), Großmeisterin der Frauen, türkische Meisterin der Frauen

## S
- Vahap Şanal (* 1998), Großmeister
- Emine Şanlı, türkische Meisterin der Frauen
- Aydın Satıcı (* 1956), Verdienter internationaler Fernschachmeister
- Aykut Satıcı (* 1985), Verdienter internationaler Fernschachmeister
- Dinçer Selen (* 1983), Verdienter internationaler Fernschachmeister
- Adnan Şendur (* 1961), Internationaler Meister, türkischer Meister
- Dragan Šolak (* 1980), Großmeister, türkischer Meister[11]
- Suat Soylu (* 1960), Internationaler Meister, türkischer Meister
- Serkan Soysal (* 1996), Internationaler Meister
- Nevzat Süer (1925 oder 1926–1987), Internationaler Meister, türkischer Meister

## T
- Zehra Topel (* 1987), Internationale Meisterin der Frauen, türkische Meisterin der Frauen
- Tansel Turgut (* 1966), Fernschachgroßmeister

## U
- Ateş Ülker (1948–2018), türkischer Meister

## Y
- Nimet Yardımcı, türkische Meisterin der Frauen
- Betül Cemre Yıldız Kadıoğlu (* 1989), Großmeisterin der Frauen, türkische Meisterin der Frauen
- Gülsevil Yılmaz, türkische Meisterin der Frauen
- Mustafa Yılmaz (* 1992), Großmeister, türkischer Meister
- Turhan Yılmaz (* 1958), Internationaler Meister, türkischer Meister
- Mert Yılmazyerli (* 1992), Internationaler Meister
- Ahmet Can Yurtseven (* 1960), türkischer Meister